# Aeropuerto Internacional Tydeo Larre Borges
El Aeropuerto Internacional de Paysandú - Tydeo Larre Borges (IATA: PDU, OACI: SUPU) es un aeropuerto público que sirve a la ciudad de Paysandú, en Uruguay, situado a 6 km al sur de la ciudad. En 1996 fue bautizado con el nombre del célebre aviador Tydeo Larre Borges, primer aviador americano en cruzar el Atlántico Sur.
Actualmente opera vuelos domésticos e internacionales no regulares, bajo reglas de vuelo visual, con capacidad de recibir servicios de taxi aéreo, fumigadores y mantenimiento liviano. Su categoría OACI es 2B.

## Actualidad
En abril de 2021 el aeropuerto de Paysandú comenzó a formar parte del Sistema Nacional de Aeropuertos Internacionales de Uruguay, que tiene el fin de desarrollar múltiples aeropuertos fuera de la capital del país, previendo conceder sus operaciones a privados por un período de al menos 30 años. Hoy en día la pista principal se encuentra en excelente estado, el balizamiento se renovó completamente, se agregaron luces indicadoras de trayectoria de aproximación de precisión (PAPI) y un Sistema de Iluminación de Aproximación Simple en la cabecera 20, opera únicamente vuelos diurnos, se realiza un continuo control y seguimiento de la presencia de aves y fauna en el área operativa y cuenta con una planta de combustible con depósitos de AVGAS 100LL y Jet A-1.
El renovado Aeropuerto Internacional de Paysandú recibió una inversión de más de USD 12,4 millones. La inversión inicial se volcó en una nueva terminal de pasajeros, balizamiento, reconstrucción de pista y plataforma, iluminación, cerco perimetral y nuevos equipos de comunicaciones, permitiendo que la terminal opere las 24 horas del día durante todo el año y ampliando así el abanico de aeronaves que pueden operar en este aeropuerto. Esto mejorará la conectividad de la región, esperando conectar esta terminal aérea con ciudades nacionales e internacionales.

## Pistas
El aeródromo cuenta con una pista. La pista 02/20 es de concreto asfáltico y tiene una longitud de 1320 metros de largo y 30 de ancho.
Con la renovación del Aeropuerto, la pista 10/28 quedó anulada.

## Aerolíneas y destinos
En la década del 2000 servía vuelos regulares con Montevideo, y disputaba con el Aeropuerto Nueva Hespérides la posibilidad de transformarse en terminal aérea de escala para vuelos regionales.

### Destinos nacionales cesados
- PLUNA
  - Artigas, Uruguay / Aeropuerto Internacional de Artigas
  - Bella Unión, Uruguay / Aeródromo Bella Unión
  - Mercedes, Uruguay / Aeropuerto Departamental Ricardo Detomasi
  - Montevideo, Uruguay / Aeropuerto Internacional de Carrasco
  - Montevideo, Uruguay / Aeropuerto Internacional Ángel S. Adami
  - Salto, Uruguay / Aeropuerto Internacional Nueva Hespérides

- Transporte Aéreo Militar Uruguayo (TAMU)
  - Artigas, Uruguay / Aeropuerto Internacional de Artigas
  - Bella Unión, Uruguay / Aeródromo Bella Unión
  - Montevideo, Uruguay / Aeropuerto Internacional de Carrasco
  - Rivera, Uruguay / Aeropuerto Internacional Presidente General Óscar D. Gestido
  - Salto, Uruguay / Aeropuerto Internacional Nueva Hespérides

- Aeromás
  - Montevideo, Uruguay / Aeropuerto Internacional de Carrasco

## Estadísticas
En 2020 se realizaron 193 vuelos nacionales y 1 vuelo internacional de taxis aéreos, y transitaron un total de 426 pasajeros nacionales; sin embargo, no hubo tránsito de pasajeros internacionales.

## Acceso
El aeropuerto se encuentra en el extremo sur de la calle Brigadier Gral. (Aviador) Tydeo Larre Borges. Se accede a la ciudad de Paysandú por esta calle al norte. La ciudad cuenta con servicio de taxis a requerimiento.